# Arthur Bell Nicholls
Pour les articles homonymes, voir Nicholls.
Arthur Bell Nicholls (né à Killead le 6 janvier 1819 - mort le 3 décembre 1906) est le vicaire (curate) du révérend Patrick Brontë, le père de la célèbre famille littéraire des Brontë, qui donne plusieurs des plus grands écrivains de la Grande-Bretagne au XIXe siècle.
En 1854, il épouse Charlotte Brontë, l'auteur de Jane Eyre, en dépit de l'opposition longtemps manifestée par Patrick Brontë et après avoir essuyé au moins un refus de Charlotte.

## Biographie

### Premières années
Né à Killead (comté d'Antrim, en Irlande) le 6 janvier 1819, Arthur Bell Nicholls est l'un des dix enfants d'un fermier presbytérien irlandais du nom de William Nichols (ou Nicholls), et de son épouse Margaret Bell, qui appartient, elle, à l'église anglicane. En 1825, Arthur et son frère Alan sont envoyés à la Royal Free School de Banagher, dirigée par leur oncle Alan Bell. Arthur Bell Nicholls est ensuite admis comme pensionnaire au Trinity College de Dublin, le 4 juillet 1836, pour n'en sortir avec son diplôme en poche qu'en février 1844.

### Vicaire à Haworth
Il est alors ordonné diacre à Lichfield le 18 mai 1845, et devient le vicaire de Patrick Brontë à partir de juin 1845. Charlotte Brontë en dit alors : « il semble être un jeune homme respectable, qui lit fort bien, et qui, je l'espère, donnera satisfaction ».
C'est un homme qui montre une certaine raideur, mais que l'on voit visiter les pauvres de la paroisse pratiquement tous les après-midi. Cependant, lorsqu'en 1847 il mène campagne pour que les femmes de Haworth cessent de faire sécher leur linge dans le cimetière, Charlotte note tristement que, lorsqu'il prend quelques vacances en Irlande, bien des paroissiens souhaitent qu'il ne revienne pas. Il s'attache peu à peu à Charlotte (auteur à cette époque de Jane Eyre), qui entretient parfois avec lui une correspondance amicale.

### Mariage avec Charlotte Brontë

Photographie présumée de Charlotte Brontë, en 1854, l'année de son mariage.

En 1852, le 13 décembre, tremblant de la tête aux pieds, il demande la main de Charlotte, que Patrick Brontë, aussitôt averti, lui refuse avec violence, indigné qu'un pauvre pasteur irlandais puisse prétendre à la main de sa célèbre fille. Il envisage alors en janvier 1853 de partir comme missionnaire dans les colonies d'Australie, à Sydney, Melbourne ou Adelaide ; mais Charlotte lui laisse entendre qu'elle n'est pas totalement insensible à sa passion. Exilé pendant plusieurs mois dans une autre paroisse, il finit par revenir à Haworth pour quelques visites, d'abord clandestines. 
Peu à peu, en effet, Charlotte se laisse gagner et l'opposition de Patrick Brontë cède à un certain respect pour tant de constance. Fin février 1854, Patrick Brontë donne son accord à la correspondance et aux visites du prétendant. Le mariage de Mr Nicholls et de Charlotte a lieu le 29 juin 1854. Cependant, Patrick Brontë, chez qui demeure une certaine réticence à l'égard d'Arthur, n'assiste pas au mariage dans sa propre église, et c'est Miss Margaret Wooler, l'ancienne maîtresse d'école de Charlotte, Emily et Anne à Roe Head, qui conduit Charlotte à l'autel. 
Après la mort de Charlotte Brontë, le 31 mars 1855, Arthur Bell Nicholls demeure à Haworth pendant six ans, pour aider et assister Patrick Brontë, jusqu'à la mort de celui-ci le 7 juin 1861.

### Retour en Irlande

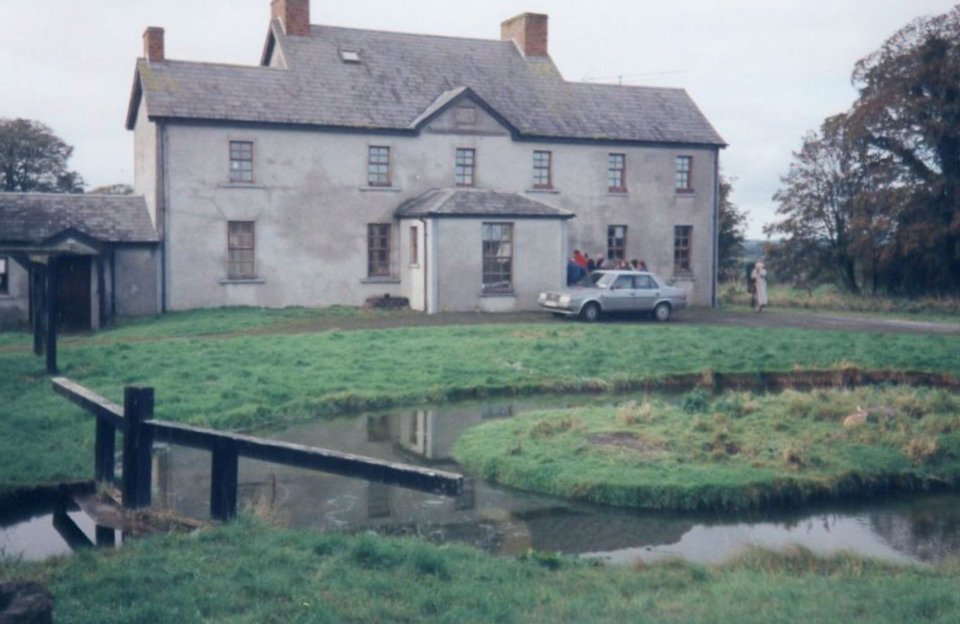
La maison de Arthur Bell Nicholls à Banagher de nos jours.

Arthur Nicholls s'en retourne alors dans son Irlande natale, à Banagher, dans le comté d'Offaly, où il a une maison appelée Hill House, et connue aujourd'hui sous le nom de Charlotte's Way.
Le 25 août 1864, il épouse une cousine, Mary Bell, part avec elle en voyage de noces au pays de Galles, et quitte l'église.
Il meurt en 1906 à l'âge de 88 ans. Après sa mort, Mary Bell Nicholls, à court d'argent, vend à la Brontë Society de nombreux souvenirs de la famille Brontë que Arthur avait précieusement gardés, dont le tableau de Branwell Brontë représentant les trois sœurs qui était resté plié en quatre au-dessus d'une armoire.

## Personnalité et relation avec Charlotte Brontë
La personnalité de Arthur Bell Nicholls donne lieu à des appréciations diverses : Ellen Nussey, l'amie de Charlotte Brontë, l'accuse d'être « un mauvais homme, qui a été la mort de (ma) chère Charlotte » (« that wicked man who was the death of dear Charlotte »). Patrick Brontë s'oppose autant qu'il le peut au mariage, convaincu que Arthur Bell Nicholls ne mérite pas sa fille. D'autres, tels Elizabeth Gaskell le jugent bigot et rigide. Mais, ajoute-t-elle, « [Miss Brontë] n'aurait jamais pu être heureuse qu'avec un homme exigeant, rigide, légaliste et passionné » (« [Miss Brontë] would never have been happy but with an exacting, rigid, law-giving, passionate man »).  
Même les deux meilleures amies de Charlotte Brontë sont partagées : si Ellen Nussey est hostile à Arthur Bell Nicholls, et désapprouve la correspondance entre Charlotte et Arthur à la suite du refus de décembre 1852, Mary Taylor, elle, reproche à Ellen Nussey de faire pression sur Charlotte pour qu'elle « renonce à son propre choix sur un sujet d'une telle importance » (give up her choice in a matter so important). 
Cependant, le mariage paraît réussir ; les deux servantes du presbytère, Tabitha Aykroyd et Martha Brown, pensent que Charlotte est heureuse et sont tout à fait certaines que Arthur Bell Nicholls, lui, l'est.

Il est probable que Charlotte Brontë éprouve tout d'abord des sentiments ambivalents, ne serait-ce que parce qu'elle renonce à la liberté dont elle a  bénéficié ; elle écrit à son ami Ellen Nussey pendant son voyage de noces : 

« Je pense que ces femmes mariées qui poussent sans discernement leurs connaissances à se marier ... sont fort à blâmer. Pour ma part ... je peux seulement dire avec une sincérité et un sens plus profonds, ce que j'ai toujours dit en théorie : Attendons la volonté de Dieu. En vérité, en vérité Nell, c'est une chose étrange et solennelle et périlleuse pour une femme que de devenir une épouse. Le sort de l'homme est bien, bien différent. »

« I think those married women who indiscriminatingly urge their acquaintance to marry — much to blame. For my part — I can only say with deeper sincerity and fuller significance — what I have always said in theory — Wait God's will. Indeed — indeed Nell — it is a strange and solemn and perilous thing for a woman to become a wife. Man's lot is far — far different. »

Cependant, leur relation s'approfondit rapidement et, le 26 décembre 1854, elle peut écrire : « il est mon cher garçon (my dear boy), bien certainement, et il m'est plus cher aujourd'hui qu'il ne l'était il y a six mois. »

## Annexes

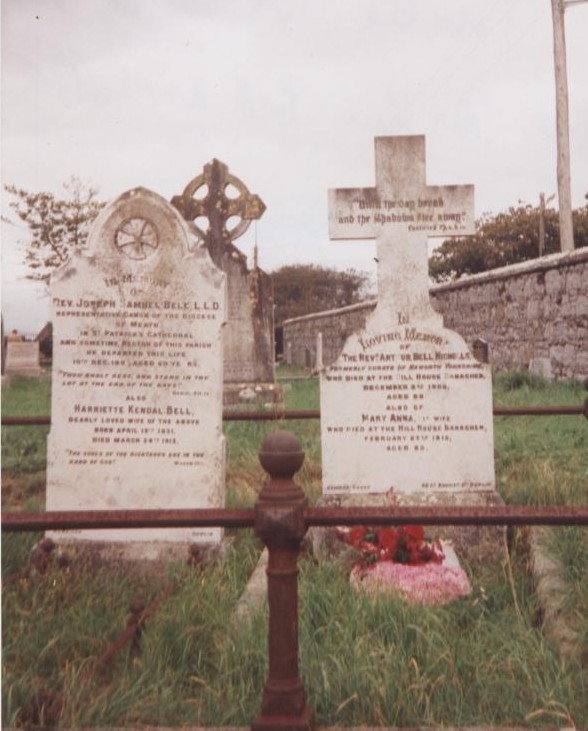
La tombe de Arthur Bell Nicholls à Banagher (à droite).